# Iglesia de San Nicolás (Esbjerg)
La Iglesia de San Nicolás (en danés: Sankt Nikolaj Kirke) es una iglesia católica en Esbjerg en el suroeste de Jutlandia, Dinamarca. Diseñada por Otto von Spreckelsen, el edificio rectangular de hormigón celular se completó y se consagró en 1969.
La Iglesia de San Nicolás fue el primer cubo de von Spreckelsen y diseño cuadrado que se desarrolló alrededor de año nuevo de 1968. Como resultado de ello , se hizo conocida como la «kubekirken» ("la iglesia cubo") . Más tarde se utilizó el mismo enfoque en el diseño del Grande Arche en París, terminado en 1989. Las dimensiones del cubo interior de la Iglesia de San Nicolás son muy similares a los del "Santo de los Santos" en el templo de Salomón, como se describe en Ezequiel 40.